# Милчина-Лыка
Милчина-Лыка (болг. Милчина лъка) — село в Болгарии. Находится в Видинской области, входит в общину Грамада. Население составляет 61 человек.

## Политическая ситуация
Милчина-Лыка подчиняется непосредственно общине и не имеет своего кмета.
Кмет (мэр) общины Грамада — Николай Любенов Гергов (Национальное движение «Симеон Второй» (НДСВ)) по результатам выборов в правление общины.